# Raggruppamento dei Contadini e degli Operai
Il Raggruppamento dei Contadini e degli Operai (in greco moderno: Συναγερμός Αγροτών και Εργαζομένων - ΣΑΕ, trasl. Sunaghermos Agroton kai Ergazomenon - SAE) fu un partito politico greco di orientamento liberale fondato nel 1950 da Alexandros Baltatzis.
Nel 1956 dette vita al Partito dei Contadini e degli Operai (Κόμμα Αγροτών και Εργαζομένων - ΚΑΕ, Kómma Agroton kai Ergazoménon).

## Risultati
| Elezione                                    | Voti                                        | %                                           | Seggi                                       |
| Raggruppamento dei Contadini e degli Operai | Raggruppamento dei Contadini e degli Operai | Raggruppamento dei Contadini e degli Operai | Raggruppamento dei Contadini e degli Operai |
| ------------------------------------------- | ------------------------------------------- | ------------------------------------------- | ------------------------------------------- |
| Parlamentari 1950                           | 44.308                                      | 2,62                                        | 3 / 250                                     |
| Parlamentari 1951                           | 21.009                                      | 1,23                                        | 1 / 258                                     |
| Parlamentari 1952                           | 10.431                                      | 0,66                                        | 0 / 300                                     |
| Partito dei Contadini e degli Operai        |                                             |                                             |                                             |
| Parlamentari 1956                           | N.D.                                        | N.D.                                        | 8 / 300                                     |
| Parlamentari 1958                           | N.D.                                        | N.D.                                        | 6 / 300                                     |
| Parlamentari 1981                           | 40.126                                      | 0,71                                        | 0 / 300                                     |
| Europee del 1981                            | 241.666                                     | 4,26                                        | 0 / 300                                     |
| 1. 2. 3. 4. 5.                              |                                             |                                             |                                             |